# Massiel
Maria de los Angeles Santamaria Espinosa (Madrid, 2 augustus 1947), bekend onder haar artiestennaam Massiel, is een Spaanse zangeres.
In 1968 mocht ze Spanje vertegenwoordigen op het Eurovisiesongfestival in Londen met het lied La la la. Oorspronkelijk zou zanger Joan Manuel Serrat met dit lied hebben aangetreden, maar die weigerde in het Spaans te zingen en wilde het lied in plaats daarvan in het Catalaans brengen. Dit was tegen het zere been van generaal Franco, en Massiel werd als invaller gestrikt. Zij kon het lied wel in het Spaans zingen op het Songfestival. Op 6 april 1968 wist ze het songfestival te winnen met één punt voorsprong op de Britse topfavoriet Cliff Richard. Het was de eerste songfestivalzege voor Spanje.
Op 7 mei 2008 werd bekend dat staatshoofd Francisco Franco de uitslag zou hebben beïnvloed door nationale omroepen geld te bieden om te stemmen op Massiel hetgeen Cliff Richard de eerste plaats kostte. Zowel Massiel als José María Íñigo, de journalist op wiens uitspraken de beschuldiging gebaseerd zou zijn, ontkent dit stellig en beweert dat het Spaanse televisiestation laSexta het schandaal heeft verzonnen. Íñigo heeft gezegd dat hij alleen een algemeen gerucht heeft herhaald, en dat zijn woorden uit de context zijn gehaald en tot de beschuldigingen heeft geleid. "Als zulke manipulatie plaats zou hebben gehad, zou het voor een andere zanger zijn geweest die dichter bij het regime stond.", aldus Íñigo.

## Referentie
1. ↑  nu.nl/muziek | 'Cliff verloor songfestival door Franco'[dode link]
2. ↑  Beschuldiging van omkoping tegengesproken door Massiel en Íñigo (Spaanstalig). Gearchiveerd op 29 maart 2023.

- Biblioteca Nacional de España: XX854113
- Bibliothèque nationale de France: cb13933891t (data)
- Gemeinsame Normdatei: 1016895046
- International Standard Name Identifier: 0000 0000 5951 2423
- Library of Congress Control Number: no98019690
- MusicBrainz: d797e11e-f963-48f1-8076-67d5748cc5d6
- Nationale Bibliotheek van Polen: a0000002616834
- Virtual International Authority File: 75928493

1961: Conchita Bautista · 
1962: Víctor Balaguer · 
1963: José Guardiola · 
1964: Tim, Nelly & Tony · 
1965: Conchita Bautista · 
1966: Raphael · 
1967: Raphael · 
1968: Massiel · 
1969: Salomé · 
1970: Julio Iglesias · 
1971: Karina · 
1972: Jaime Morey · 
1973: Mocedades · 
1974: Peret · 
1975: Sergio & Estíbaliz · 
1976: Braulio · 
1977: Micky · 
1978: José Vélez · 
1979: Betty Missiego · 
1980: Trigo Limpio · 
1981: Bacchelli · 
1982: Lucía · 
1983: Remedios Amaya · 
1984: Bravo · 
1985: Paloma San Basilio · 
1986: Cadillac · 
1987: Patricia Kraus · 
1988: La Década · 
1989: Nina · 
1990: Azúcar Moreno · 
1991: Sergio Dalma · 
1992: Serafín Zubiri · 
1993: Eva Santamaría · 
1994: Alejandro Abad · 
1995: Anabel Conde · 
1996: Antonio Carbonell · 
1997: Marcos Llunas · 
1998: Mikel Herzog · 
1999: Lydia · 
2000: Serafín Zubiri · 
2001: David Civera · 
2002: Rosa · 
2003: Beth · 
2004: Ramón · 
2005: Son de Sol · 
2006: Las Ketchup · 
2007: D'Nash · 
2008: Rodolfo Chikilicuatre · 
2009: Soraya · 
2010: Daniel Diges · 
2011: Lucía Pérez · 
2012: Pastora Soler · 
2013: El Sueño de Morfeo · 
2014: Ruth Lorenzo · 
2015: Edurne · 
2016: Barei · 
2017: Manel Navarro · 
2018: Alfred & Amaia · 
2019: Miki · 
2021: Blas Cantó · 
2022: Chanel · 
2023: Blanca Paloma · 
2024: Nebulossa · 
2025: Melody
1956: Lys Assia · 
1957: Corry Brokken · 
1958: André Claveau · 
1959: Teddy Scholten · 
1960: Jacqueline Boyer · 
1961: Jean-Claude Pascal · 
1962: Isabelle Aubret · 
1963: Grethe & Jørgen Ingmann · 
1964: Gigliola Cinquetti · 
1965: France Gall · 
1966: Udo Jürgens · 
1967: Sandie Shaw · 
1968: Massiel · 
1969: Frida Boccara, Lenny Kuhr, Salomé, Lulu · 
1970: Dana · 
1971: Séverine · 
1972: Vicky Leandros · 
1973: Anne-Marie David · 
1974: ABBA · 
1975: Teach-In · 
1976: Brotherhood of Man · 
1977: Marie Myriam · 
1978: Izhar Cohen & The Alphabeta · 
1979: Gali Atari & Milk & Honey · 
1980: Johnny Logan · 
1981: Bucks Fizz · 
1982: Nicole · 
1983: Corinne Hermès · 
1984: Herreys · 
1985: Bobbysocks · 
1986: Sandra Kim · 
1987: Johnny Logan · 
1988: Céline Dion · 
1989: Riva · 
1990: Toto Cutugno · 
1991: Carola Häggkvist · 
1992: Linda Martin · 
1993: Niamh Kavanagh · 
1994: Paul Harrington & Charlie McGettigan · 
1995: Secret Garden · 
1996: Eimear Quinn · 
1997: Katrina & the Waves · 
1998: Dana International · 
1999: Charlotte Nilsson · 
2000: Olsen Brothers · 
2001: Tanel Padar, Dave Benton & 2XL · 
2002: Marie N · 
2003: Sertab Erener · 
2004: Ruslana · 
2005: Elena Paparizou · 
2006: Lordi · 
2007: Marija Šerifović · 
2008: Dima Bilan · 
2009: Alexander Rybak · 
2010: Lena Meyer-Landrut · 
2011: Ell & Nikki · 
2012: Loreen · 
2013: Emmelie de Forest · 
2014: Conchita Wurst · 
2015: Måns Zelmerlöw · 
2016: Jamala · 
2017: Salvador Sobral · 
2018: Netta Barzilai ·
2019: Duncan Laurence ·
2021: Måneskin ·
2022: Kalush Orchestra ·
2023: Loreen ·
2024: Nemo